# FM Logistic
FM Logistic (укр. ФМ Ложістік) — це приватна логістична компанія, заснована в 1967 році у Франції. Підприємство діє в чотирнадцятьох країнах Європи, Азії і Латинської Америки (Бразилія) та налічує понад 27 000 працівників. Компанія є піонером «пулінгу», методу використання логістичних ресурсів (складів, транспортних засобів), що полягає в одночасному обслуговуванні кількох компаній-замовників. Найбільший гравець європейського ринку логістики, який досі належить родині засновників.
Компанія надає послуги у сфері складування (54 %), транспортування товарів (36 %), а також копакінгу та комплектування (13 %). Основними секторами, які обслуговує FM Logistic, є товари повсякденного попиту (29 %), роздрібна торгівля (27 %), промисловість (22 %), косметична галузь (19 %) та охорона здоров'я (3 %).
У Центральній Європі FM Logistic відома під назвою «FM Logistic Central Europe», і діє у чотирьох країнах: Польщі (з 1995), Чехії (з 1996), Словаччині (з 1999), та в Угорщині (з 2005). В FM Logistic CE працюють 5 500 людей, компанія має 17 логістичних платформ, 30 складів для перевалки загальною площею 750 000 м2, що забезпечує складування на понад один мільйон місць для піддонів, а також володіє автопарком, що налічує понад 2500 транспортних засобів.

## Історія

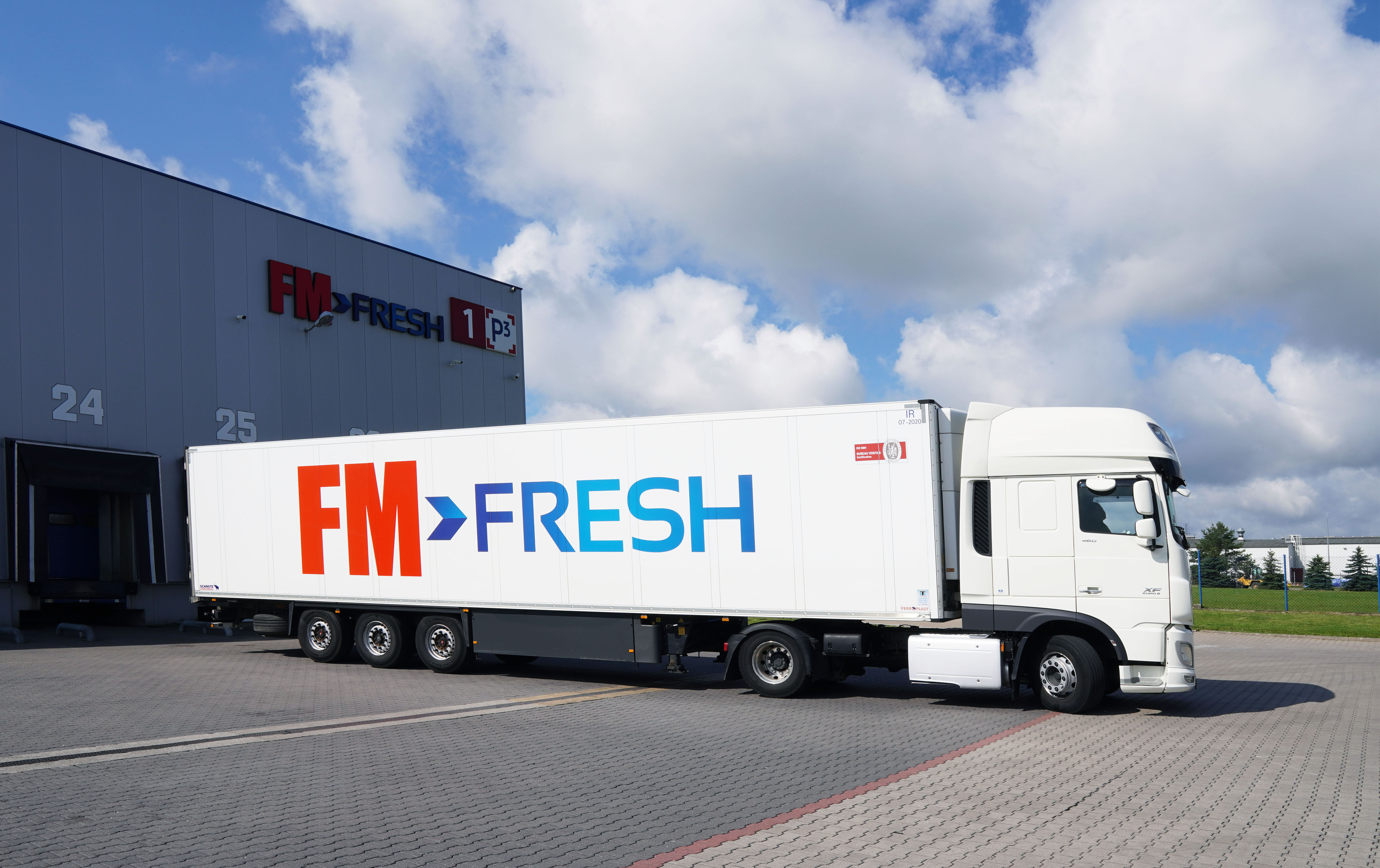
Вантажівка FM Logistic у Польщі

FM Logistic створено у 60-х роках XX століття внаслідок об'єднання двох сімейних транспортних компаній. У 1962 році два брати Едмон та Клод Фор, які були родом з департаменту Ардеш, заснували компанію, що займалася заготівлею та транспортуванням деревини. Після укладення шлюбу сім'я Фор об'єдналася з сім'єю Маше, яка мала транспортну компанію у Вогезах. У 1967 році Клод Фор, Едмон Фор і Жан-Марі Маше об'єдналися та перенесли транспортну діяльність до Сен-Кірена, що у департаменті Мозель. Так «народилася» компанія «Faure & Machet», що налічувала тоді 12 осіб та 7 транспортних засобів.

### Вісімдесяті роки: початок діяльності зі складування
Через десять років Faure & Machet мала вже 90 працівників і 75 транспортних засобів. У 1982 році відбувся вирішальний поворот, компанія виграла тендер на обслуговування групи компаній Mars (виробника продовольчих товарів). У цей час Faure & Machet розпочала займатися складуванням, відкрила перший склад в Ельзасі та переїхала в місто Фальсбур. У 1987 році на підприємстві працювало 300 осіб, а компанія володіла у Франції складськими приміщеннями площею 38 000 м2.

### Дев'яності роки: вихід на міжнародний ринок
У 90-х роках компанія Faure & Machet скористалася можливостями завдяки виходу на ринки Центральної та Східної Європи. Компанія розпочала свою діяльність у Росії, Польщі та Україні. У 1998 році для сприяння розвиткові на міжнародному ринку компанію перейменовано на «FM Logistic».

### XXI століття: передання управління компанією наступному поколінню

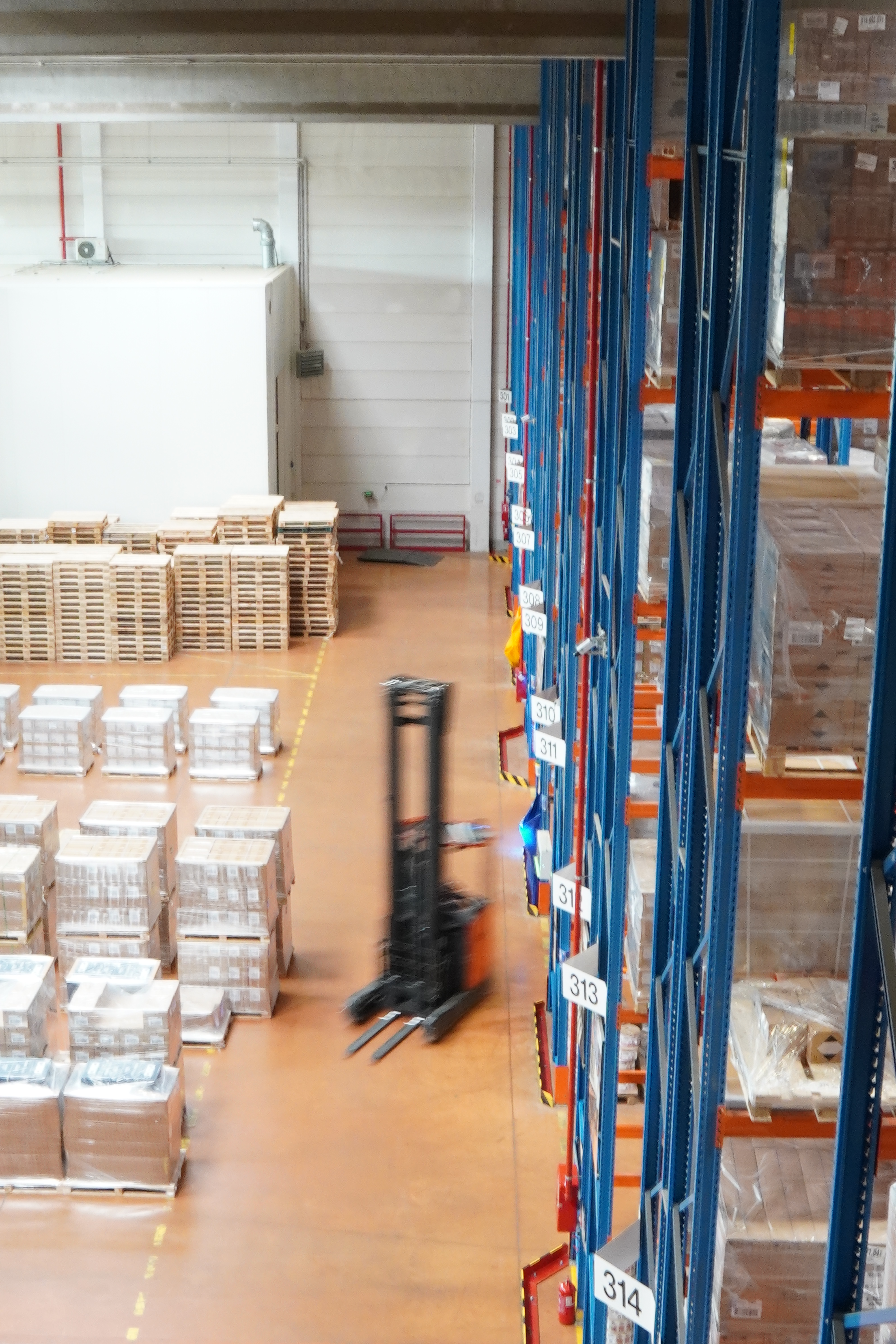
інтер'єр логістичної платформи — FM Logistic

У 2002 році три засновники передали управління компанією наступному поколінню лідерів, серед яких — Жан-Крістоф Маше, теперішній голова правління. У 2004 році FM Logistic почала діяльність в Китаї. У 2013 році, внаслідок придбання іншої компанії, група компаній починає працювати в Бразилії.
У цей час вона стає головним гравцем у логістиці свіжих продуктів у Росії. У 2016 році, завдяки придбанню в Індії компанії Spear Logistics, FM Logistic зміцнила свої позиції в Азії. Тоді ж група компаній продовжує свій міжнародний розвиток, про що свідчить запуск та розвиток кількох логістичних платформ у Росії, Польщі, Чехії, Румунії, Іспанії та Італії. У 2020 році FM Logistic планує відкрити кілька складів в Індії, а також складський та дистриб'юційний центр у В'єтнамі. У Франції FM Logistic розвивається зі швидкістю близько двох нових логістичних платформ на рік — прикладом цього є платформа Escrennes, відкрита в 2018 році.
FM Logistic реалізує також стратегію цифрових трансформацій та інновацій, щоб запропонувати рішення щодо ланцюгів поставок, що є відповіддю на зростання електронної торгівлі, багатоканального розподілу. Зокрема, компанія зробила всі свої платформи багатопрофільними, щоб мати змогу доставляти з одного сховища як посилки, так і гуртові партії товарів. Крім того, FM Logistic запустила сервіс Citylogin для доставки «останнього кілометра» в кількох містах, закупивши для цього замість звичних напівпричепів гібридні фургони. 

## Основні дані групи компаній FM Logistic в 2019/2020 році

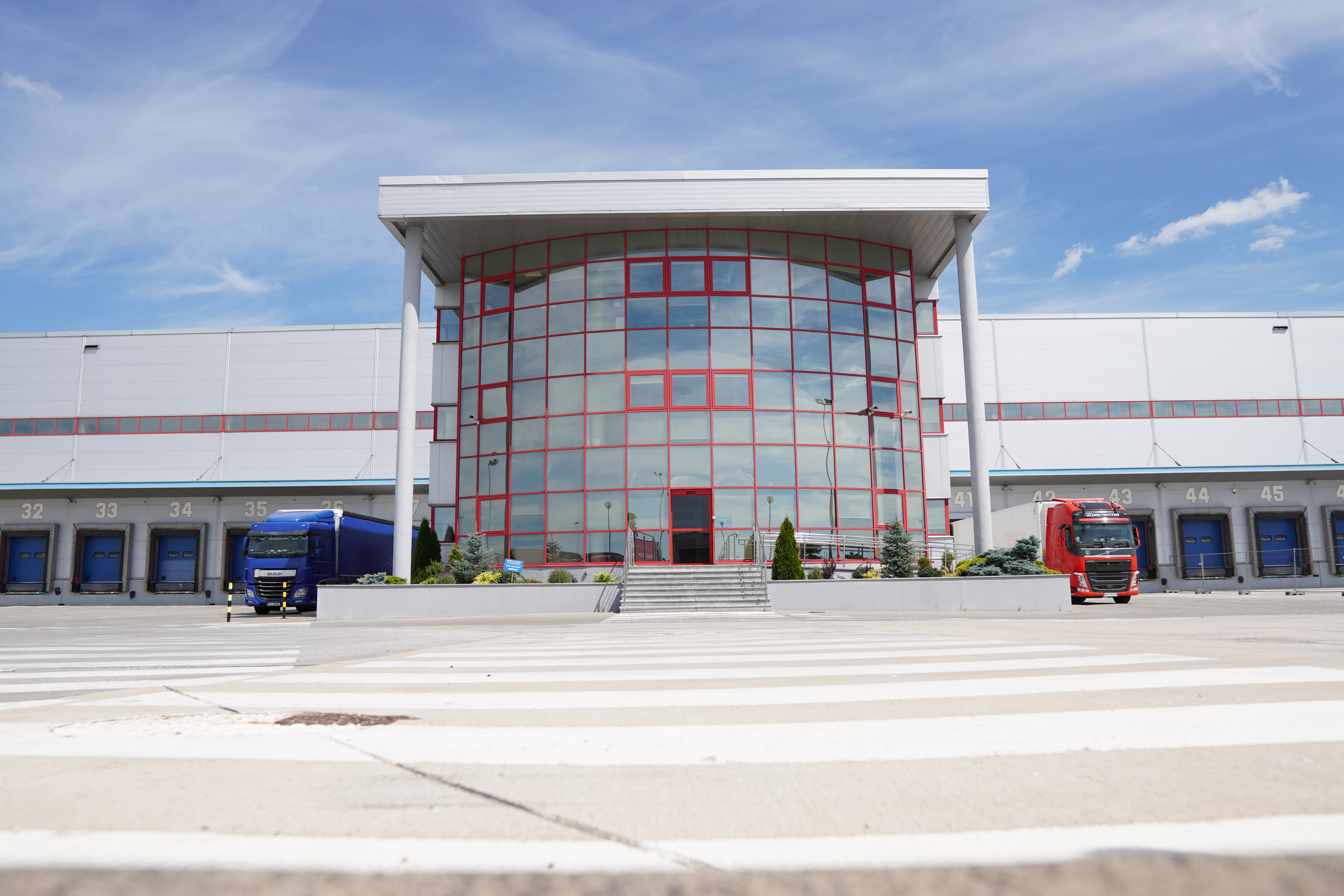
логістична платформа — FM Logistic

- 1,43 млрд євро (на кінець фінансового року: 31 березня 2020 року)[16][17]
- 62 % обігу здійснюється за межами Франції
- Поділ обігу за секторами клієнтів у 2018/19: товари повсякденного попиту (31 %), роздрібна торгівля (28 %), промисловість (20 %), косметична галузь (18 %), сектор охорони здоров'я (3 %)
- Працівники: 27 500 (середня зайнятість у розрахунку на повний робочий час у фінансовому році 2019/20)

## Глобальне керівництво FM Logistic
Правління FM Logistic станом на 31 березня 2020 року:
- Жан-Крістоф Маше (фр. Jean-Christophe Machet) — голова Правління
- Яннік Бюїссон (фр. Yannick Buisson) — генеральний директор — Франція та Західна Європа
- Сесіль Клоарек (фр. Cécile Cloarec) — директор з питань людських ресурсів, зв'язків та сталого розвитку
- Стефан Декарпантьє (фр. Stéphane Descarpentries) — директор — Азія та стратегічні проєкти
- Ксав'є Прево (фр. Xavier Prévost) — директор з питань бізнес-рішень та інформаційних систем Christophe Menivard — директор — Східна Європа
- Беатріс Оже (фр. Béatrice Ogée) — директор з продажу та маркетингу

## Вибрані теперішні та колишні клієнти
- Товари повсякденного попиту: Mars, Mondelez, Nestlé, Unilever, Colgate-Palmolive, Reckitt-Benckiser, GSK, Henkel
- Роздрібна торгівля: Carrefour, Auchan, Décathlon, Ikea[18], торгові марки електронної торгівлі
- Промисловість: Bosch, Philips, Legrand, Brother, Samsung, Nissan, Osram
- Парфумерія та косметика: L'Occitane, L'Oréal, Shiseido, Dior, Clarins, Natura
- Охорона здоров'я: Bristol-Myers Squibb, Sanofi-Aventis, Roche